# Janusz Batugowski
Janusz Batugowski (ur. 2 lutego 1948 w Opatowie, zm. 4 września 2022) – polski piłkarz występujący na pozycji obrońcy, trener piłkarski.

## Życiorys
Był piłkarzem OKS Opatów, Stara Starachowice i Błękitnych Kielce. Ukończył Akademię Wychowania Fizycznego w Warszawie, ukończył także kurs na trenera I klasy.
Był trenerem Błękitnych, z którymi w 1991 roku uzyskał awans do II ligi. W maju 1992 roku Batugowskiego zastąpił Ireneusz Adamus. Batugowski ponownie objął stanowisko trenera Błękitnych w październiku tego samego roku, zastępując Władysława Mroza. Ogółem na poziomie drugiej ligi prowadził kielecki klub przez trzy sezony.
W 1994 roku został zatrudniony przez KSZO Ostrowiec Świętokrzyski. W 1995 roku uzyskał z KSZO awans do II ligi. Rok później odszedł z klubu i objął funkcję trenera Błękitnych Kielce.
W latach 2001–2002 prowadził Pogoń Staszów. W kwietniu 2002 roku został szkoleniowcem pierwszoligowego wówczas KSZO. W maju prowadzeni przez niego piłkarze wygrali baraż o utrzymanie z Górnikiem Łęczna. Szkoleniowcem KSZO Batugowski był do października 2002 roku, kiedy to zastąpił go Włodzimierz Małowiejski. Ogółem prowadził klub w 15 meczach I ligi, z których jego piłkarze wygrali cztery.
W latach 2003–2004 ponownie był trenerem Pogoni Staszów. Był także szkoleniowcem oldbojów KSZO.
Zmarł 4 września 2022 roku.